# Acronicta niveosparsa
Acronicta niveosparsa là một loài bướm đêm trong họ Noctuidae.